# 青山桐子
青山桐子（日语：／ Aoyama Tōko，1976年11月3日—）是日本的女性聲優，東京都出身。所屬81 Produce。

## 人物
- 少年的角色・母親的角色（非常稀少的奶奶的角色）也很多，其聲音質量很低沉。
- 以前所屬Stardas21、Office薫。

## 演出作品
粗體字是、主角・主要角色。

### 電視動畫
2001年
- 熱帶雨林的爆笑生活（強尼）
- 辣妹當家（黑井的母親）
- 數碼寶貝03馴獸師之王（北川健太）
- 魔法少女貓（琪克羅）

2002年
- 小魔女Doremi（第4期）（音符的影迷）
- 圓盤皇女（蛋糕店老闆、老奶奶）
- 炸彈小新娘（舞子、女主人）

2003年
- 絕對無命-危險爺爺（姬爾蒂、孩子、學生、茄子）
- 哆啦A夢（牛若丸）
- PEACE MAKER鐵（店員）
- 惑星奇航（卡姆琳）

2004年
- 阿貴愛你唷（小芳 其他）
- 殺戮都市（加藤歩、少女）
- 七武士（稗、寅）
- 調皮三人組（松崎）
- 哈姆太郎（乙女）
- 忍者亂太郎（鶴町伏木藏）
- 烈焰 SCRAMBLE（女上司、婦人、大嬸B、老太婆 其他）
- 鋼之鍊金術師（女孩子）
- 完美超人Joe（安娜）
- 冒險王比特（盧克）
- 陸奧圓明流外傳 修羅之刻（峰吉）
- 名偵探柯南（怪獸C）
- 棒球大聯盟 第1季（前原淳）
- 薔薇少女（主婦）
- 魔法咪路咪路 第3期（古路米族）

2005年
- 超多阿貴愛你唷（小芳 其他）
- 幸運女神（仲居）
- 玻璃假面（2005年版）（橫山佳子、保育園園長）
- 高機動交響曲GPO（美鈴）
- 強殖裝甲（主持人）
- 可愛巧虎島（阿姨）
- 機獸創世紀（兒子、女性教官）
- TSUBASA翼（母親）
- 血戰（紅）
- 雪之女王（小孩子）

2006年
- 學園天堂 BOY'S LOVE HYPER!（小啟太）
- 銀魂（食子、西鄉輝彥）
- 地上最強新娘（年幼的天下、貝琪、百虎）
- 飛天小女警Z（布布、三明治的男孩子）
- 火影忍者（三連）
- 噗嚕嚕！小水滴（涎君）
- 味樂美味香（王子真之介）
- 棒球大聯盟 第2季（前原的弟弟）

2007年
- 風之少女艾蜜莉（索西薩爾、葛瑞絲‧威爾斯）
- 蠟筆小新（南島耕助）
- 戀愛天使安琪莉可〜光輝的明天〜（卡姆琳）
- 月面兔兵器米娜（蘭克同學）
- 噗嚕嚕！小水滴 啊哈☆（涎君）
- 蔬菜妖精 紐約沙拉（蒜）
- ONE PIECE（明弘）

2008年
- H2O -FOOTPRINTS IN THE SAND-（小唯的奶奶）
- 哥爾哥13（卡洛兒、珊妮、家政婦、主婦、女、女（役者））
- 全力兔（見習兔）
- 忍者亂太郎（富松作兵衛）
- 野良耳2（學）
- 噗嚕嚕！小水滴 啊哈☆（小紅）
- 我家有個狐仙大人（摩格格）

2009年
- 四葉遊戲（尾崎）
- 姊弟物語（吉兵衛、部下B）
- 哥爾哥13（葛雷比克的兒子）
- 可愛巧虎島（老大的奶奶）
- 天堂餐館（奶奶）

2010年
- 女僕咖啡廳（箍女老闆娘）
- 花丸幼稚園（園長）
- 變身！公主偶像（小剛）

2011年
- 銀魂'（西郷輝彥）
- 忍者亂太郎（富松作兵衛）
- 星光少女 極光之夢（桐子、播報員、老奶奶2）

2012年
- 星光少女 Dear My Future（Dear Princess社長、一郎）

2014年
- 鬼燈的冷徹（茄子）

2017年
- 鬼燈的冷徹 第貳期（茄子）

2018年
- 鬼燈的冷徹 第貳期 其之貳（茄子）
- 擁抱！光之美少女（輝木千歲）
- 寄宿學校的茱麗葉（廚房女僕）

### OVA
- With You 〜想見你〜（田中冴子）
- 大魔法峠（樺香）
- 珍遊記 -太郎與愉快的夥伴們-（小武、老人F）
- 搞怪吹笛手（王國公平（王公））
- 柳瀨蒿童話劇場（克羅）

2015年
- 鬼燈的冷徹（茄子）

2017年
- 鬼燈的冷徹 OAD4（茄子）

### 劇場動畫
- 北斗神拳（加藤瀧）
- 黄金之法 幸福的歷史觀（小悟）
- 佛陀再誕－The REBIRTH of BUDDHA （麻美）
- 棒球大聯盟劇場版 友情的一球（前原淳）

2002年
- 數碼寶貝03馴獸師之王 暴走的數碼列車（北川健太）

2006年
- 神奇寶貝劇場版：神奇寶貝保育家與蒼海的王子 瑪納霏（角金魚）

2011年
- 劇場版アニメ「忍者亂太郎 忍術學園 全員出動！之段」（富松作兵衛）

2012年
- 伏 鐵砲娘的捕物帳（日语：伏 鉄砲娘の捕物帳）

### 遊戲
- 女武神傳略2 西爾梅莉亞（烏勒爾、克莉絲蒂、新月、紗紺、費蕾絲、盧因）
- 地上最強新娘〜 継承增加！？ 戀愛的新郎爭奪戰！！（貝琪）
- 機獸全金屬崩潰（帕爾菲）
- 天外魔境ZIRIA〜遙遠的日本〜
- 藍色片段（日浦友哉）
- 憂世之志士/憂世之浪士(大浦慶)

### CD
- 他和她的事情 紀念連續劇CD FINAL ACT（有馬蘇芳）
- 數碼寶貝03馴獸師之王 最好寶貝7 北川健太&海天使獸
- 忍者亂太郎 連續劇CD 用具委員會之段（富松作兵衛）
- 惑星奇航 CD Drama "Sound Marks"（卡姆琳）

### 外語配音
- 急診室的春天8（指導員）
- 史前一萬年（卡蓮（年幼時））※朝日電視台版
- 鐵證懸案
- 小爸爸上學去（尹熙素（全慧彬））
- 天生拳霸（凱薩琳（紐伊）・艾塔瓦塔昆（南塔薇·萬格瓦尼奇斯利普））
- 不死咒怨（佐伯俊雄）
- 聖女魔咒系列7（達西）
- 班機29電影（梅麗莎）
- 4400
- 愛上壞女孩（安妮（露意絲·布拉歇爾））
- 疑踪（瑪麗・巴克萊）
- 靈媒緝凶5（瑪莉亞・瓦格斯）
- 左右做人難（凱文）
- 美女上錯身（露西）

#### 海外動畫
- 原子貝蒂（龐特芬朵拉、貝蒂的媽媽）
- 麻辣女孩（提姆、吉姆（二角色））
- 我的青少年機器人時代（塔克・卡本克爾、蒂芬妮・克萊斯特）
- 少年悍將（基茲摩（第二代））
- 飛飛鼠（吉吉紐）
- 親親麻吉（泰倫斯）
- Ben 10（愛德溫）
- 波佩茲城（鮑比）
- 建築師巴布（史克蘭布勒）
- 動物醫院（克萊兒）

## 相關項目
- 東京都出身人物一覧

## 外部連結
- 81 Produce公開簡歷
- 青山桐子 (aoyaman105)的X（前Twitter）